# Franz Bernhard von Bucholtz
Franz Bernhard Joseph Bucholtz, ab 1817 Ritter von Bucholtz, (auch Buchholz, Buchholtz; * 10. Juni 1790 in Münster; † 4. Februar 1838 in Wien), Begründer des Adelsgeschlechts derer von Buchholtz, war Diplomat in österreichischen Diensten sowie katholisch-konservativer Publizist und Historiker.

## Leben
Franz Bernhard von Bucholtz entstammte einer ursprünglich bürgerlichen Familie von Gutsbesitzern aus dem Münsterland und war ein Sohn des Franz Kaspar Bucholtz (1790–1812). In seiner Jugend wurde er von dem Kreis um Amalie von Gallitzin (familia sacra) beeinflusst, welche sein Vater als Mitglied angehörte. Diese war ebenso seine Patentante wie der Minister Franz von Fürstenberg. Er studierte in Münster und Göttingen. 
Bucholtz trat 1813 in österreichische Dienste ein. In Wien hatte er Kontakt zum Freiherr von Stein. Zeitweise schwankte er, ob er in preußische Dienste wechseln sollte, blieb aber aus konfessionellen Gründen und wegen seiner reichspatriotischen Gesinnung weiter im österreichischen Staatsdienst. Er war bei der österreichischen Präsidialkanzlei beim Deutschen Bund tätig und war dort unter anderem Mitarbeiter des mit ihm befreundeten Friedrich von Schlegel. Eine gewisse Bedeutung hatte er in dieser Zeit als Verbindungsmann zwischen den katholisch orientierten Kreisen In Frankfurt am Main, Wien und Münster. Gleichzeitig setzte er seine Kontakte von zum Stein fort. Diesem schlug er etwa die Gründung einer katholischen Universität in Preußen vor. Stein war maßgeblich dafür verantwortlich, dass Bucholtz 1816 das Angebot einer Professorenstelle in Breslau erhielt. Dies Angebot nahm er nicht an und blieb im österreichischen Staatsdienst. 
Er wurde 1817 in den österreichischen Ritterstand erhoben. Er und seine Mutter haben sich aber auch früher schon eines Adelsprädikats bedient. Er kehrte 1818 als Hofsekretär nach Wien zurück. Zuletzt war er Staatskanzleirat. Im Jahr 1819 reiste er dienstlich nach Italien und 1824 nach Paris.
Vor allem während der Befreiungskriege vertrat er auch gesamtdeutsche Ansichten. Als Publizist setzte er sich aber vor allem für die österreichische Sache ein. Er vertrat streng katholische und gemäßigt konservative Positionen. Im Jahr 1821 übernahm er die Redaktion der Wiener Jahrbücher der Literatur. Ab 1825 widmete er sich fast ganz seinen historischen Studien. Bereits seit seiner Jugend hatte er sich mit historischen Themen beschäftigt. Seit seinen Frankfurter Jahren wandte er sich zunächst als Übersetzer, Sammler und Autor der Geschichte zu. Anfangs widmete er sich der mittelalterliche Geschichte. Er veröffentlichte die Schrift Lambertus von Aschaffenburg. Geschichte der Deutschen über Lambert von Hersfeld „nebst Bruchstücken aus Chroniken und einer Einleitung zur Kenntnis des deutschen Mittelalters und Kaisertums.“ (Frankfurt 1819) Später wandte er sich der frühen Neuzeit zu. Im Zentrum seines Interessen stand Kaiser Ferdinand I. Zwischen 1830 und 1838 erschien in acht Textbänden und einem Urkundenband sein Hauptwerk Geschichte der Regierung Ferdinand des Ersten. Seine wissenschaftlichen Leistungen blieben begrenzt, sein Werk war schon bald überholt. Aus heutiger Sicht von Interesse ist das Werk als Beispiel für das Denken des konservativen Katholizismus der Restaurationsära. 

## Schriften (Auswahl)
- Unser Volk. o. O. 1814
- Ideen zu einer Magna Charta für die inneren Verhältnisse der deutschen Staaten. Frankfurt am Main, 1814
- Zur Erinnerung an Friedrich von Schlegel, geb. zu Hannover 10. März 1772, gest. Dresden 12. Jan. 1829. o. O. 1829.
- Geschichte der Regierung Ferdinand des Ersten. Aus gedrucktem und ungedruckten Quellen. 8 Bde. und ein Urkundenband. Wien, 1830–1838 1. Band, Wien 1831; Internet Archive